# Puits Darcy
Le puits Darcy est le principal puits d'extraction des Houillères de Blanzy et le seul site d'extraction de la commune de Montceau les Mines après 1970.  Le puits Darcy, comprenait deux puits, le n°1 et le puits n°2, équipés de 2 chevalements identiques et magnifiques qui furent démolis peu après la fermeture.

## Situation géographique
Les puits sont situés sur la commune de Montceau-les-Mines, située dans le département de Saône et Loire, en région Bourgogne-Franche-Comté.

## Historique

### Construction et exploitation
Le puits 1 est foncé du 8 décembre 1923 au 28 janvier 1926, et entra en service le 29 février 1928. Les travaux du puits 2 commencent le 15 octobre 1926 et vont s'étendre jusqu'au 10 octobre 1930 et le puits entre en service en février 1934. Le puits 1 possède un diamètre de 5,7 m et une profondeur de 550,50 m. C'est le principal puits d'extraction. Il est ravalé (approfondi) à 815,56 m en 1957. Il est équipé d'un skip en 1977.
Le puits 2 a un diamètre de 5,70 m et une profondeur de 788,58 m. C'est le puits de service. Il assure la descente/remonte du personnel et du matériel et sert aussi à l'extraction jusqu'en 1960.
Les installations de surface resteront identiques durant toute la durée de l'exploitation. Seuls quelques bâtiments seront ajoutés durant des périodes de modernisation. En 1971, les puits Rozelay à Perrecy-les-Forges
En 1977, un skip (cage trémie) remplace les cages du puits n°1. Ce qui permet l'abandon du système de roulage. Le charbon est conduit au lavoir des Chavannes par convoyeur à bandes. 
Le puits de l'Essertot, situé sur la commune de Sanvignes-les-Mines, assure le service du personnel et l'aérage des puits Darcy, puis, à partir de 1967, uniquement le retour d'air jusqu'à la fermeture.
L'exploitation dure jusqu'au 30 avril 1992, date de la fermeture définitive.. Les puits sont comblés le 20 juillet 1992. Malgré une instance de classement des installations de surface, elles sont démolies dans la précipitation en été 1993. Tous les bâtiments sont ensuite démolis. L'exploitation du bassin de Blanzy se poursuivra jusqu'en 2000 en exploitant des mines découvertes.

### Catastrophe de 1939
Un grave accident a marqué l'histoire du puits Darcy en février 1939 et a provoqué la mort de 16 mineurs,.

### Après la fin d'exploitation
L'ancien carreau est rasé et remplacé par une zone industrielle. Il ne subsiste que quelques murs de l'enceinte et portails d'entrée dans la rue de chez l'écuyer à Montceau-les-Mines.